# Meleoma
Meleoma is een geslacht van insecten uit de familie van de gaasvliegen (Chrysopidae), die tot de orde netvleugeligen (Neuroptera) behoort.

## Soorten
- M. adamsi Tauber, 1969
- M. antennensis Tauber, 1969
- M. arizonensis (Banks, 1903)
- M. beardi Tauber, 1969
- M. carapana Adams, 1969
- M. colhuaca Banks, 1949
- M. dolicharthra (Navás, 1914)
- M. emuncta (Fitch, 1855)
- M. festivata Adams, 1969
- M. furcata (Banks, 1911)
- M. hageni Banks, 1949
- M. innovata (Hagen, 1861)
- M. kennethi Tauber, 1969
- M. macleodi Tauber, 1969
- M. mexicana Banks, 1898
- M. nahoa (Banks, 1949)
- M. pallida Banks, 1908
- M. pinalena (Banks, 1950)
- M. pipai Tauber, 1969
- M. poolei Adams, 1969
- M. powelli Tauber, 1969
- M. pyknotrichia Penny, 2006
- M. rubricosa (Navás, 1914)
- M. schwarzi (Banks, 1903)
- M. signoretii Fitch, 1855
- M. stangei Penny, 2006
- M. tezcucana (Banks, 1949)
- M. titschacki Navás, 1928